# Premier Division 2002-2003 (Irlanda)
L'edizione 2002-2003 della League of Ireland Premier Division è stata vinta per la nona volta dal Bohemians.
Il campionato venne disputato da 10 squadre che si affrontarono 3 volte ciascuna, per un totale di 27 giornate: è stato l'ultimo a disputarsi biennalmente.

## Classifica finale
|  |     | Classifica finale 2002-2003 | Pt | G  | V  | N  | P  | GF | GS | DR  |
|  | --- | --------------------------- | -- | -- | -- | -- | -- | -- | -- | --- |
|  | 1.  | Bohemians                   | 54 | 27 | 15 | 9  | 3  | 47 | 27 | +20 |
|  | 2.  | Shelbourne                  | 49 | 27 | 15 | 4  | 8  | 44 | 26 | +18 |
|  | 3.  | Shamrock Rovers             | 43 | 27 | 12 | 7  | 8  | 42 | 29 | +13 |
|  | 4.  | Cork City                   | 39 | 27 | 11 | 6  | 10 | 37 | 34 | +3  |
|  | 5.  | Longford Town               | 35 | 27 | 8  | 11 | 8  | 25 | 29 | -4  |
|  | 6.  | UCD                         | 33 | 27 | 8  | 9  | 10 | 23 | 25 | -2  |
|  | 7.  | St Patrick's                | 33 | 27 | 8  | 9  | 10 | 27 | 33 | -6  |
|  | 8.  | Derry City                  | 31 | 27 | 8  | 7  | 12 | 31 | 37 | -6  |
|  | 9.  | Drogheda Utd                | 30 | 27 | 8  | 6  | 13 | 26 | 40 | -14 |
|  | 10. | Bray Wanderers              | 20 | 27 | 4  | 8  | 15 | 31 | 53 | -22 |

### Verdetti
- Bohemians campione d'Irlanda 2002-2003.
- Bohemians ammesso al turno preliminare di UEFA Champions League 2003-2004.
- Shelbourne e Derry City[3] ammesse al turno preliminare di Coppa UEFA 2003-2004.
- Shamrock Rovers ammesso al primo turno di Coppa Intertoto 2003.
- Bray Wanderers retrocesso in FAI First Division.

## Statistiche

### Squadre
- Maggior numero di vittorie:  Bohemians e  Shelbourne (15)
- Minor numero di sconfitte:  Bohemians (3)
- Miglior attacco:  Bohemians (47 gol fatti)
- Miglior difesa:  UCD (25 gol subiti)
- Miglior differenza reti:  Bohemians (+20)
- Maggior numero di pareggi:  Longford Town (11)
- Minor numero di pareggi:  Shelbourne (4)
- Maggior numero di sconfitte:  Bray Wanderers (15)
- Minor numero di vittorie:  Bray Wanderers (4)
- Peggior attacco:  UCD (23 gol fatti)
- Peggior difesa:  Bray Wanderers (53 gol subiti)
- Peggior differenza reti:  Bray Wanderers (-22)

### Classifica marcatori
|  | Gol | Marcatore    | Squadra         |
|  | --- | ------------ | --------------- |
|  | 18  | Glen Crowe   | Bohemians       |
|  | 14  | John O'Flynn | Cork City       |
|  | 12  | Jason Byrne  | Bray Wanderers  |
|  | 11  | Noel Hunt    | Shamrock Rovers |